# Škoda Octavia

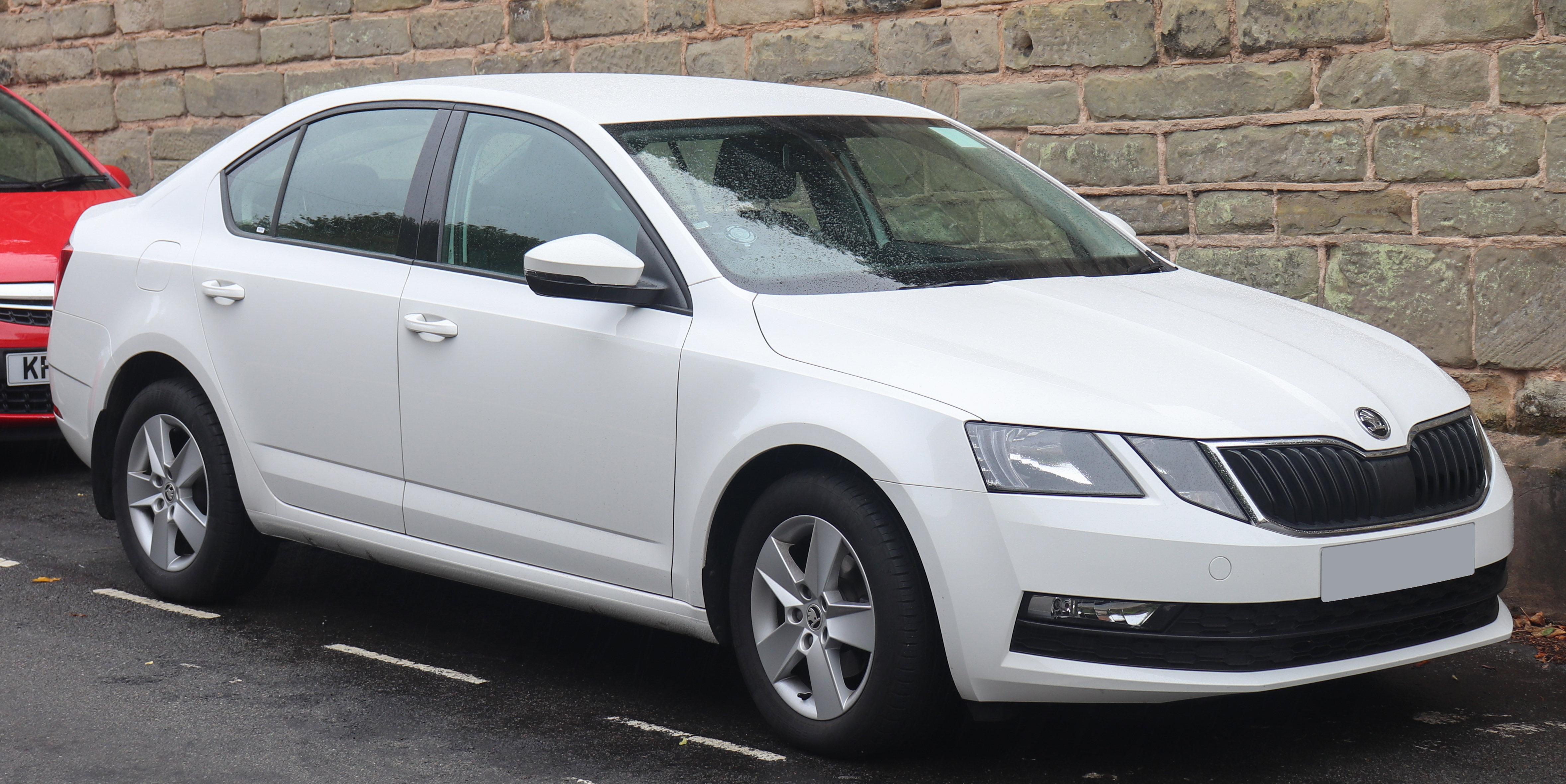
Skoda Octavia 1.6 TSI

Škoda Octavia är en bilmodell från det tjeckiska bilmärket Škoda.
Octavia finns som modellnamn på flera olika personbilsmodeller från Škoda. Den första tillverkades 1959-1971 (Typ 958) och den andra 1996-2004 (Octavia I). Den andra modellgenerationen av den senare började tillverkas 2004 (Octavia II). Den tredje modellgenerationen började tillverkas 2013 efter att ha presenterats i december 2012 i Mladá Boleslav.

## Octavia I
Modellen var Skodas första mellanklassbil sedan Volkswagen blev ägare 1991. Modellen blev en framgång för Skoda. Från 1998 (årsmodell 1999) finns även en kombiversion. Modellen delar en rad komponenter med Volkswagen-modeller, i synnerhet Volkswagen Golf (IV). Karossdesignen är dock helt egen. Oktober 2000 kom en facelift inför årsmodell 2001.

### Motoralternativ
| Modell   | Årsmodell | Motor                   | Cylindervolym | Effekt | Vridmoment | Bränslesystem             |
| -------- | --------- | ----------------------- | ------------- | ------ | ---------- | ------------------------- |
| 1.4      | 2000-2001 | 4-cyl radmotor OHV 8V   | 1397 cm³      | 60 hk  | 120 Nm     | Bränsleinsprutning        |
| 1.4      | 2001-     | 4-cyl radmotor DOHC 16V | 1390 cm³      | 75 hk  | 126 Nm     | Bränsleinsprutning        |
| 1.6      | 1997-2000 | 4-cyl radmotor SOHC 8V  | 1598 cm³      | 75 hk  | 135 Nm     | Bränsleinsprutning        |
| 1.6      | 1998-2000 | 4-cyl radmotor SOHC 8V  | 1595 cm³      | 100 hk | 145 Nm     | Bränsleinsprutning        |
| 1.6      | 2001-     | 4-cyl radmotor SOHC 8V  | 1595 cm³      | 102 hk | 148 Nm     | Bränsleinsprutning        |
| 1.8      | 1997-1999 | 4-cyl radmotor DOHC 20V | 1781 cm³      | 125 hk | 170 Nm     | Bränsleinsprutning        |
| 1.8 T    | 1998-2004 | 4-cyl radmotor DOHC 20V | 1781 cm³      | 150 hk | 210 Nm     | Bränsleinsprutning, turbo |
| 1.8 T RS | 2001-2004 | 4-cyl radmotor DOHC 20V | 1781 cm³      | 180 hk | 235 Nm     | Bränsleinsprutning, turbo |
| 2.0      | 2000-2001 | 4-cyl radmotor SOHC 8V  | 1984 cm³      | 115 hk | 170 Nm     | Bränsleinsprutning        |
| 2.0      | 2002-2004 | 4-cyl radmotor SOHC 8V  | 1984 cm³      | 115 hk | 172 Nm     | Bränsleinsprutning        |
| 1.9 SDI  | 2000-2004 | 4-cyl radmotor SOHC 8V  | 1896 cm³      | 68 hk  | 133 Nm     | Diesel                    |
| 1.9 TDI  | 1997-2005 | 4-cyl radmotor SOHC 8V  | 1896 cm³      | 90 hk  | 210 Nm     | Turbodiesel               |
| 1.9 TDI  | 2001-     | 4-cyl radmotor SOHC 8V  | 1896 cm³      | 100 hk | 240 Nm     | Turbodiesel               |
| 1.9 TDI  | 1998-2004 | 4-cyl radmotor SOHC 8V  | 1896 cm³      | 110 hk | 235 Nm     | Turbodiesel               |
| 1.9 TDI  | 2004      | 4-cyl radmotor SOHC 8V  | 1896 cm³      | 130 hk | 310 Nm     | Turbodiesel               |

## Octavia II
Škoda Octavia (generation 2) är en bilmodell från det tjeckiska bilmärket Škoda. Den andra generationen som har samma bottenplatta som Volkswagen Golf (V) började tillverkas 2004. Bilen säljs på vissa marknader som Škoda Laura, till exempel i Indien där Škoda också har en fabrik. Där säljs föregående generation som Octavia. En facelift kom 2009. Octavia II säljs även som kombimodell, där även fyrhjulsdrift erbjuds (4X4). År 2006 kom versionen Octavia Scout med förhöjt chassi och fyrhjulsdrift. 

### Motoralternativ
| Modell      | Årsmodell | Motor                     | Cylindervolym | Effekt   | Vridmoment | Bränslesystem            |
| ----------- | --------- | ------------------------- | ------------- | -------- | ---------- | ------------------------ |
| 1.4         | 2005-     | 4-cyl radmotor DOHC 16V   | 1390 cm³      | 75*¹ hk  | 126*¹ Nm   | Bränsleinsprutning       |
| 1.4 TSI     | 2009-     | 4-cyl radmotor DOHC 16V   | 1390 cm³      | 122 hk   | 200 Nm     | Direktinsprutning, turbo |
| 1.6         | 2005-     | 4-cyl radmotor SOHC 8V    | 1595 cm³      | 102 hk   | 148 Nm     | Bränsleinsprutning       |
| 1.6 FSI     | 2005-2008 | 4-cyl radmotor DOHC 16V   | 1598 cm³      | 115 hk   | 155 Nm     | Direktinsprutning        |
| 1.8 TSI     | 2008-     | 4-cyl radmotor DOHC 16V   | 1798 cm³      | 160 hk   | 250 Nm     | Direktinsprutning, turbo |
| 2.0 FSI     | 2005-2008 | 4-cyl radmotor DOHC 16V   | 1984 cm³      | 150 hk   | 200 Nm     | Direktinsprutning        |
| 2.0 TFSI RS | 2006-     | 4-cyl radmotor DOHC 16V   | 1984 cm³      | 200 hk   | 280 Nm     | Direktinsprutning, turbo |
| 1.6 TDI     | 2010-     | 4-cyl radmotor DOHC 16V   | 1598 cm³      | 105 hk   | 250 Nm     | Turbodiesel              |
| 1.9 TDI     | 2005-2009 | 4-cyl radmotor SOHC 8V    | 1896 cm³      | 105 hk   | 250 Nm     | Turbodiesel              |
| 2.0 TDI     | 2009      | 4-cyl radmotor SOHC 8V    | 1968 cm³      | 105 hk   | 275 Nm     | Turbodiesel              |
| 2.0 TDI     | 2004-     | 4-cyl radmotor DOHC 16V*² | 1968 cm³      | 140*³ hk | 320 Nm     | Turbodiesel              |
| 2.0 TDI RS  | 2007-     | 4-cyl radmotor DOHC 16V   | 1968 cm³      | 170 hk   | 350 Nm     | Turbodiesel              |

- ¹ Från årsmodell 2007 80 hk / 132 Nm.
- ² Med partikelfilter SOHC 8V.
- ³ För vissa exportmarknader 136 i stället för 140 hk.

## Octavia III
Den tredje modellgenerationen började tillverkas 2013 efter att ha presenterats i december 2012 i Mladá Boleslav.

## Octavia IV
Fjärde generationens tillverkning började under 2019.